# Roberto Lopes
Roberto Carlos Lopes (* 17. Juni 1992 in Crumlin, Süd-Dublin), auch bekannt als „Pico“, ist ein kapverdischer Fußballspieler.

## Werdegang

### Verein
Lopes ist der Sohn eines kapverdischen Vaters und einer irischen Mutter. Der Innenverteidiger begann seine Karriere in der Jugendabteilung vom Home Farm FC. Über den Belvedere FC wechselte Lopes zu den Bohemians Dublin. Dort gehörte er ab 2011 zum Kader der Profimannschaft, für die er bis 2016 140 Einsätze in der League of Ireland absolvierte und damit drei Tore erzielte. Zur Saison 2017 wechselte Lopes zu Bohemians’ Erzrivalen Shamrock Rovers. Mit den Rovers gewann er 2019 den irischen Pokal und zwischen 2020 und 2023 vier Meisterschaften in Folge. Darüber hinaus gewann er 2022 und 2024 den irischen Superpokal.

### International
Lopes spielte im Jahre 2019 erstmals für die kapverdische Nationalmannschaft bei einem 2:0-Sieg über Togo. Mit der kapverdischen Auswahl erreichte er beim Afrika-Cup 2022 das Achtelfinale. Zwei Jahre später schied die Mannschaft erst im Viertelfinale aus.

## Erfolge
- Irischer Meister: 2020, 2021, 2022, 2023
- Irischer Pokalsieger: 2019
- Irischer Superpokalsieger: 2022, 2024